# Перстень Нібелунга
«Перстень Нібелунга» (нім. Der Ring des Nibelungen) — назва циклу з чотирьох епічних опер Ріхарда Вагнера, заснованих на реконструкціях німецької міфології, на ісландських сагах і середньовічній поемі «Пісня про Нібелунгів»:
1. Золото Рейну (нім. Das Rheingold),
2. Валькірія (нім. Die Walküre),
3. Зигфрід (нім. Siegfried),
4. Загибель богів (нім. Götterdämmerung).

Ріхард Вагнер написав також і лібрето усіх опер. Композитор створював цикл упродовж 26 років — з 1848—1874. Загальний час виконання всіх чотирьох опер складає понад 15 годин, найкоротша опера «Золото Рейну» триває дві з половиною години, найдовша — «Загибель богів» — більше ніж п'ять. Серед дієвих осіб боги, герої, кілька видів чарівних істот, перстень, який дає владу над світом. Драма розвивається протягом трьох поколінь, завершуючись апокаліпсисом у «Загибелі богів».

## Історія створення
Опери почали створюватися у 1848 році, коли Вагнер написав «Міф про нібелунгів» як начерк для драми, що поєднує різні легенди й міфи в єдиний текст (схожий за змістом на «Каблучку Нібелунга», але з істотними відмінностями). Рік по тому він почав писати лібрето, назване «Смерть Зіґфріда» (нім. Siegfrieds Tod).
У 1850 році закінчилося створення начерку для «Смерті Зигфріда» і була створена опера «Молодість Зигфріда» (нім. Der junge Siegfried), надалі перейменована в «Зигфріда», й отримала форму до 1851 року.
У жовтні 1851 року Вагнер вирішив створити цикл до чотирьох опер, які б гралися чотири вечори поспіль: «Золото Рейну», «Валькірія», «Юність Зигфріда», «Смерть Зигфріда» (нім. Das Rheingold, Die Walküre, Der Junge Siegfried and Siegfrieds Tod).
Лібрето всіх чотирьох опер були завершені в грудні 1852 року й опубліковані в 1853 році. У листопаді Вагнер почав писати музику для першої опери «Золото Рейну». 1857 року була завершена третя опера «Зигфрід», після чого робота була припинена на 12 років заради опер «Трістан та Ізольда» і «Нюрнберзькі мейстерзінгери».
З 1869 року Вагнер жив на кошти короля Баварії Людвіга ІІ. У ці роки він повернувся до музики «Зигфріда» й істотно доробив її. У жовтні 1869 року Вагнер завершив створення останньої опери («Загибель богів», перейменованої зі «Смерть Зигфріда»).
Вперше у повному обсязі тетралогія була поставлена з 13 по 17 серпня 1876 року на урочистому відкритті театру у Байройті.